# Editori Riuniti
Editori Riuniti è una casa editrice italiana con sede a Roma, fondata nel 1953.
Pubblica i classici del pensiero politico e filosofico del socialismo, testi accademici di fisica, di matematica, di storia del socialismo e del comunismo, di storia dell'Europa orientale, dell'Europa centro-orientale e della Penisola balcanica.

## I primi anni

Il primo logo

La casa editrice nasce dalla fusione di due case editrici vicine all'ex Partito Comunista Italiano, le "Edizioni Rinascita" animate da Valentino Gerratana e le "Edizioni di Cultura Sociale" dirette da Roberto Bonchio (1923-2010) che resterà alla guida della nuova casa editrice fino al 1995. Sin dai primi anni Editori Riuniti pubblica alcuni dei principali narratori contemporanei: da Jorge Amado a Anna Seghers, da Isaac Babel a Miguel Ángel Asturias, nel campo della letteratura per ragazzi pubblica i libri di Gianni Rodari. Tra i collaboratori della casa editrice si ricordano Delio Cantimori, Cesare Luporini, Mario Alighiero Manacorda, Giorgio Candeloro, Mazzino Montinari, Ignazio Ambrogio, Galvano della Volpe, Umberto Barbaro, Mino Argentieri.
Nei decenni ha pubblicato collane dedicate ai classici del pensiero marxista, alle scienze sociali, al dibattito politico, alla cultura letteraria e filosofica. Importante anche la pubblicazione del Corso di Fisica Teorica di Landau e Lifšic, tradotto dal russo, assieme a quella di altre opere di carattere matematico-fisico di diversi autori della scuola russa, fra i quali Arnold, Smirnov, Kolmogorov e Novikov.
La collaborazione con l'artista Bruno Munari, che curò il progetto grafico di molte collane, contribuì al rinnovamento dell'immagine degli Editori Riuniti. Furono anni in cui la casa editrice strinse rapporti di collaborazione con alcuni intellettuali europei, da Maurice Dobb a Louis Althusser, da Eric Hobsbawm a Roberto Longhi.
Alla fine degli anni ottanta per la casa editrice inizia un periodo di transizione, durante il quale cambierà più volte direzione e proprietà.
Nel 2001 Editori Riuniti pubblica il best seller L'odore dei soldi, di Marco Travaglio ed Elio Veltri.

## Collane
- "Nuova biblioteca di cultura" (dal 1955 al 2001)
- "Biblioteca di storia" (dal 1966), diretta prima da Ernesto Ragionieri e quindi da Giuliano Procacci
- "Biblioteca del pensiero moderno" (dal 1966)
- "Le idee" (dal 1966), che presentavano una scelta di classici del pensiero filosofico e politico in edizione tascabile
- "Paideia" (1970-1993)
- "I David", diretta da Gian Carlo Ferretti
- "Nuova scuola"
- "Nuova biblioteca di cultura scientifica" (1969-1999)
- "Il punto" (165 titoli dal 1968 al 1979)
- "Enciclopedia tascabile" (1960-1966)
- "Libri di base", diretta da Tullio De Mauro
- "Universale" (con le sezioni "Arte e spettacolo", "Scienze sociali" ecc.) (dal 1971)
- "Ulisse - Enciclopedia della ricerca e della scoperta" a cura di Lucio Lombardo Radice (1976-1987)
- "Piccoli" (1990-1995)
- "Grandi" (dal 1990) e "Grandissimi"

## Riviste
A partire dagli anni Sessanta ai libri si affiancano riviste che segnano la storia della cultura di sinistra in Italia.  Si ricordano, in particolare: "Critica economica" (1946-1956), "Riforma della scuola" (1955-1992), "Politica ed economia" (dal 1957-1992), "Studi storici" (dal 1959), "Democrazia e diritto" (dal 1960),  "Cinema 60" (dal 1960), "Critica marxista" (dal 1963), "Nuova rivista internazionale" (1965-1991), "Donne e politica" (1969-1986), "Reti. Pratiche e saperi di donne" (1987-1992).